# 斯堪的纳维亚约克
斯堪的纳维亚约克（Scandinavian York），又称斯堪的纳维亚约维克（Scandinavian Jórvík），正式名称是诺森布里亚王国，是维京人侵略英格兰时形成的一个约克地区小王国。

## 历史

公元865到878年，异教徒大军侵略英格兰的示意图

公元865年，维京海盗首領朗纳尔·洛德布罗克因海难漂流到诺森布里亚王国境内，被国王埃拉俘获後綁縛丟進蛇坑處決。同年，洛德布罗克之子哈夫丹和伊瓦尔自丹麦率大军渡海报殺父之仇，只用一年时间便攻陷诺森布里亚王国的首都约克，沿蒂斯河跟该王国剩余部分构成南北割据之势。维京人由此定居约克，形成一个小王国。他们后来又灭亡烜赫一时的东盎格利亚王国和麦西亚王国，其统治区推行丹麦法律，因而名为丹麦法区。
公元870年，维京人继续南侵，攻打威塞克斯王国，双方僵持不下，最后议和罢兵。公元878年，维京人卷土重来，被阿尔弗雷德大帝击败，退回北方，同时接受了基督教信仰。阿尔弗雷德大帝駕崩后，他的儿子长者爱德华攻打丹麦法区，使英格兰大部分地区回归盎格鲁-撒克逊人统治。到了爱德华駕崩（924年）之时，整个不列颠岛只留下斯堪的纳维亚约克这唯一的维京人割据势力。
公元926年，长者爱德华的继承人埃塞尔斯坦将妹妹嫁给丹麦国王西特里克·凯奇，待对方死后便接管了约克王国，实现英格兰地区的统一。无奈好景不长，挪威国王血斧王埃里克被其弟夺权，到诺森布里亚暂且安身，结果两次（947－948年和952－954年）夺得约克王国的王位。直到公元954年，埃塞尔斯坦放逐了埃里克，斯堪的纳维亚约克从此消失。